# Дворец Санта-Крус

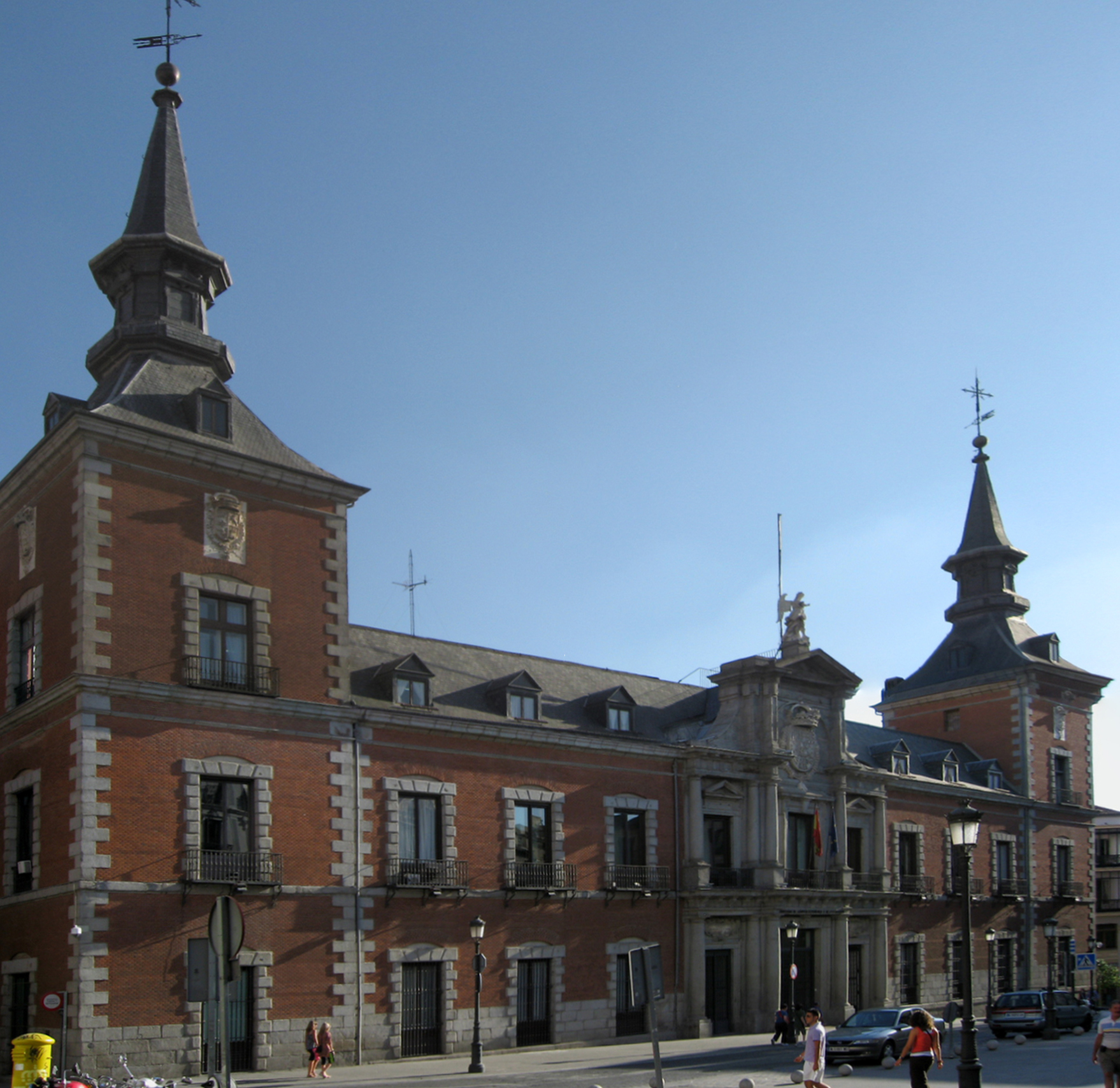
Дворец Санта-Крус в Мадриде

Дворец Санта-Крус (исп. Palacio de Santa Cruz — «Дворец Святого креста») — историческое здание в центре Мадрида на одноимённой площади, построенное в стиле барокко по проекту архитектора Хуана Гомеса де Моры в 1620—1640 годах. Первоначально использовалось как здание суда и тюрьма для знатных преступников, впоследствии в 1767 году оно было перестроено во дворец и получило своё нынешнее название в честь находившейся неподалёку церкви Святого Креста. В настоящее время во дворце Санта-Крус размещается Министерство иностранных дел и международного сотрудничества Испании.